# Карпенковское сельское поселение
Карпенковское сельское поселение — муниципальное образование в Каменском районе Воронежской области.
Административный центр — село Карпенково.

## География
Карпенковское сельское поселение расположено на юге Каменского района.

## Административное деление
Состав поселения:
- село Карпенково,
- хутор Атамановка,
- хутор Воронец,
- село Ольхов Лог,
- хутор Орехово,
- хутор Панково,
- хутор Фриденфельд.